# Inflationsmålsætning
Et inflationsmål eller en inflationsmålsætning er en bestemt pengepolitisk strategi, som følges af mange lande og deres centralbanker. Selvom fastholdelse af en lav og stabil inflation traditionelt har været anset for en vigtig opgave for pengepolitikken i mange årtier, er en egentlig inflationsmålsætning som et eksplicit mellemmål for en centralbank en relativt ny opfindelse. New Zealand indførte som det første land en inflationsmålsætning i 1990. Siden er strategien blevet ganske udbredt, især blandt industrialiserede/vestlige lande. Pr. oktober 2012 fulgte 32 lande officielt et inflationsmål. I oktober 2017 var tallet steget til 40 lande.

## Lande med inflationsmål
Alle Danmarks nabolande, der har en selvstændig valuta, følger i dag et inflationsmål: Sverige, Norge, Island, Storbritannien og Polen. Ligeledes har verdens største økonomi, USA, siden 2012 officielt styret efter et inflationsmål (på 2 % årligt). Også OECD-landene New Zealand, Australien, Canada, Tjekkiet, Ungarn, Mexico, Chile, Tyrkiet og Sydkorea samt Brasilien, Rumænien, Sydafrika og Thailand følger et inflationsmål.

## Hvad indebærer et inflationsmål
En inflationsmålsætning indebærer, at centralbanken gennem pengepolitikken direkte styrer efter at holde den indenlandske inflationstakt på mellemlangt sigt (typisk 2-3 år) tæt på et bestemt niveau eller inden for et bånd. Sveriges Riksbank styrer således efter at holde inflationen inden for et bånd på 1-3 pct. om året. Norge styrer efter et niveau på 2½ pct. årlig inflation, Australien efter et inflationsbånd på 2-3 pct., Tjekkiet har et bånd på 2-4 pct. osv. (DØR 2009 s. 282). Under et inflationsmål er valutakursen flydende og vil derfor ofte svinge i forhold til andre valutaområder. I modsætning til fastkurspolitik har et inflationsmål den fordel, at pengepolitikken kan tilrettelægges efter de behov, den indenlandske økonomiske udvikling skaber. Den flydende valutakurs betyder også, at centralbanken ikke behøver at forsvare en bestemt kurs over for valutaspekulanter. Til gengæld kan udsvingene i valutakursen have negative konsekvenser for udenrigshandlen.
En centralbank vil forsøge at opfylde inflationsmålet gennem sin rentepolitik. Hvis der er udsigt til, at inflationen vil blive højere end målet, søges prisudviklingen dæmpet ved forhøjelser af den pengepolitiske rente. Omvendt sættes renten ned, hvis inflationen ser ud til at blive lavere end målsætningen.